# Трембовельский, Александр Дмитриевич
Александр Дмитриевич Трембовельский (1898—1985) — участник Белого движения на Юге России, командир танка «Генерал Скобелев», полковник.

## Биография
Потомственный почётный гражданин. Сын московского инженера Дмитрия Ивановича Трембовельского. Среднее образование получил в реальном училище Н. Г. Бажанова в Москве.
Окончил ускоренный курс Александровского военного училища 1 августа 1917 года, прапорщик 56-го пехотного запасного полка.
В октябре 1917 года участвовал в боях с большевиками в Москве. В ноябре 1917 прибыл на Дон в Добровольческую армию. Участвовал в 1-м Кубанском походе в пулеметной роте Корниловского ударного полка, был ранен. Затем служил на бронеавтомобиле «Партизан» 1-го бронеавтомобильного дивизиона. Был произведен в подпоручики, с 30 сентября 1919 года — в поручики, в 1920 году — в штабс-капитаны. В Русской армии в мае 1920 года — в экипаже танка «Генерал Скобелев». В июле того же года был назначен командиром названного танка, в каковой должности состоял до эвакуации Крыма. В числе первых награждён орденом Св. Николая Чудотворца. В августе 1920 года был произведен в капитаны и в подполковники с переименованием в полковники. В Галлиполи — в Техническом полку.
Осенью 1925 года — в составе Технического батальона в Югославии. В эмиграции там же. Окончил технический факультет Белградского университета и курсы Генерального штаба в Белграде. После Второй мировой войны переехал через Германию в США. В 1952—1967 годах преподавал русский язык в Военной школе иностранных языков в Монтерее (Army Language School). Был членом калифорнийского отдела Союза первопоходников и лос-анджелесского отдела Союза русских военных инвалидов. Публиковался в журналах «Часовой», «Вестник первопоходника» и «Первопоходник». Был представителем последнего в Санта-Барбаре.
Скончался в 1985 году в Санта-Барбаре. Похоронен на кладбище Голета (англ. Goleta Cemetery). Его вдова Ольга Рафаиловна (1899—1988) похоронена там же. 

## Публикации
- Посвящается Варе Салтыковой, сестре милосердия Корниловского ударного полка // Вестник первопоходника, № 76-78. — 1968.
- Возвращение из первого похода // Первопоходник, № 1. — 1971.
- Воспоминание о короле Александре // Первопоходник, № 3. — 1971.
- Эпизоды из жизни 3-го отряда танков // Первопоходник, № 3. — 1971.
- Эпизоды из жизни 3-го отряда танков (Продолжение) // Первопоходник, № 4. — 1971.
- Ночь перед Рождеством // Первопоходник, № 4. — 1971.
- Памяти генерала Кутепова // Первопоходник, № 5. — 1972.
- Эпизоды из жизни 3-го отряда танков (Продолжение) // Первопоходник, № 6. — 1972.
- Зарубежные Высшие военно-научные курсы // Первопоходник, № 11. — 1973.
- Два друга // Первопоходник, № 15. — 1973.
- Танковые отряды ВСЮР // Первопоходник, № 16. — 1974.
- Смутные дни Москвы в октябре 1917 года // Часовой, № 624. — 1980.
- Первые шаги на чужбине // Наши Вести, №№ 388, 392. — 1982.